# Maybach Mb.IV
Il Maybach Mb.IV era un motore aeronautico 6 cilindri in linea raffreddato a liquido, prodotto dall'azienda tedesca Maybach-Motorenbau GmbH durante il periodo della prima guerra mondiale.
L'Mb.IV, originariamente concepito per motorizzare idrovolanti e velivoli di grandi dimensioni, era stato progettato per l'uso ad alta quota. A questo scopo era fornito con tre diverse tarature del carburatore, ciascuno con taratura ottimizzata per prestazioni a diverse altitudini.

## Versioni
Mb.IV
potenza erogata 245 PS (180 kW)
Mb.IVa
potenza erogata 260 PS (191 kW)

## Velivoli utilizzatori
Cecoslovacchia
- Aero A-10
- Aero A-12
- Aero A-22
- Aero A-24
- Letov Š-2

 Germania
- Albatros L 58
- Friedrichshafen FF 34
- Friedrichshafen FF 40
- Hansa-Brandenburg W.19
- Hansa-Brandenburg W.33
- Heinkel HE 1
- Sablatnig P.III
- Zeppelin-Lindau Rs.III
- Zeppelin-Lindau Rs.IV
- Zeppelin-Staaken R.VI
- Zeppelin-Staaken R.XIV
- Zeppelin-Staaken R.XV
- Zeppelin-Staaken E.4/20

 Svezia
- FVM S 21
- Svenska S.1, l'Heinkel He 1 costruito su licenza